# Padamaju
Padamaju is een bestuurslaag in het regentschap Cianjur van de provincie West-Java, Indonesië. Padamaju telt 3756 inwoners (volkstelling 2010).